# Monte Brandon
Il monte Brandon (in inglese Mount Brandon o Brandon Mountain; in gaelico irlandese Sliabh Bhreandáin, letteralmente "il monte di Brendano") è una cima irlandese situata nella penisola di Dingle, nella contea irlandese del Kerry. Con 953 metri d'altezza e 930 di prominenza dal suolo, è la montagna più alta della penisola e una delle più alte dell'isola d'Irlanda, superata soltanto dai picchi del gruppo dei Macgillicuddy's Reeks situati nella stessa contea, ma nella penisola di Iveragh.

## Morfologia
Data la vicinanza di molte altre vette, sarebbe più giusto parlare di Gruppo del Brandon, un braccio settentrionale degli Sliabh Mish (o Slieve Mish), catena montuosa che forma tutta la penisola e raggiunge anche il capo occidentale. Le cime del gruppo, partendo da nord, sono Masatiompan (763 m), che raggiunge anche il mare e forma imponenti scogliere, oltre che una suggestivissima baia chiamata Sauce Creek, Piaras Mór (748 m), Brandon North Top (cima nord, 891 m), Faha Ridge (809 m), Benagh (822 m), Brandon (952 m), Brandon South Top (cima sud, 790 m), Brandon Peak (840 m), Gearhane (803 m), An Scraigm (623 m) e, infine, altre tre cime che proseguono verso ovest chiudendo a ferro di cavallo la catena e sulle quali si inerpica il Connor Pass, Slievanea (620 m), Beennabrack (600 m) e Croaghskearda (608 m). Alcuni considerano nel gruppo anche Mount Eagle, ma in realtà è abbastanza isolato.

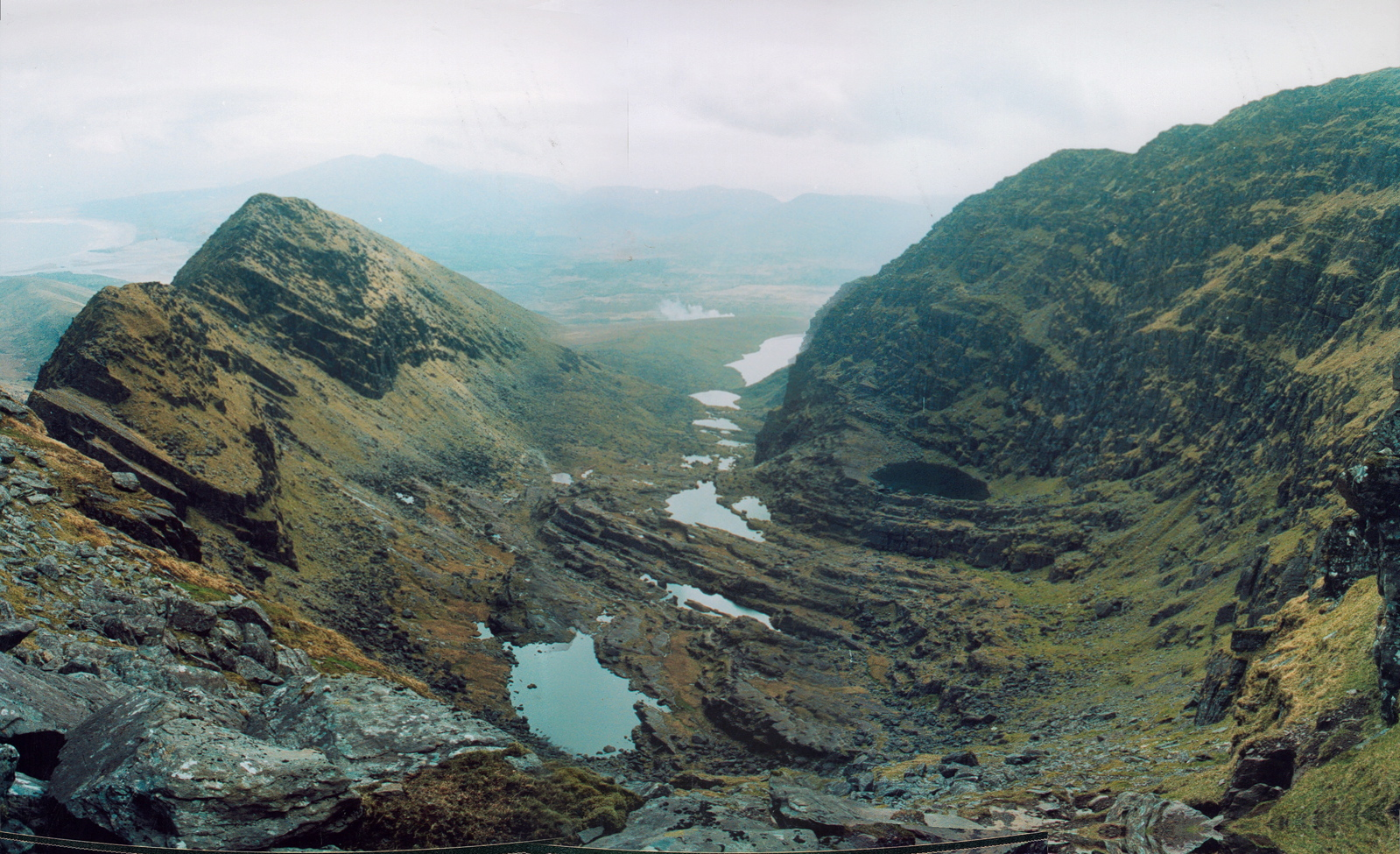
Pater Noster Lakes

Per quel che riguarda il monte Brandon in senso stretto ha una forma massiccia con pareti piuttosto ripide e scavate, grazie al lavoro dei ghiacciai durante l'era glaciale, che hanno formato anche la valle racchiusa dalla catena e la serie di corrie (o coom, sono dei piccoli laghetti) sul fianco orientale: emblematica in questo senso è la formazione in fila verso la sommità del monte dei Pater Noster Lakes, una serie di gradoni rocciosi in ognuno dei quali c'è un lago, dei quali il più grande è il Loch Cruite. La vetta del Monte Brandon di per sé non è a punta, anche se da lontano da questa idea, ma arrotondata, questo perché non ha mai visto il ghiaccio se non qualche temporanea nevicata, nemmeno troppo frequente, contrastando con la punta invece molto a punta e simile a quelle alpine di Brandon Peak e di altri monti vicini che hanno forma conica.
Mentre le cime meridionali sono raggiungibili in automobile grazie al suggestivo e drammatico Connor Pass, gli altri monti tra cui il Brandon possono essere solo scalati a piedi. Essendo il punto più alto del luogo, il monte offre paesaggi d'insieme sulla Penisola di Dingle e sul resto della propria contea a dir poco incredibili, mentre le altre vette vicine al mare nascondono luoghi sperduti e sconosciuti a molti: la già citata Sauce Creek (Sas in gaelico, che significa "trappola") è un esempio, ma anche le scogliere molto alte vicino l'impervia baia di Brandon Creek.
Ai piedi del gruppo è situato Brandon Point e il piccolo villaggio Brandon.

### Storia e cultura
Il nome gaelico del monte, Sliabh Bhreandáin, significa "monte di San Brendano". Secondo tradizioni irlandesi, infatti, il santo di Tralee a cui tutta la popolazione delle coste sud-occidentali è molto legata, avrebbe scalato la vetta più alta intorno al 530 d.C. per meditare in solitudine ma, una volta arrivato in luogo, sarebbe riuscito a intravedere a distanza le Americhe, decidendo così di progettare un viaggio per raggiungerle partendo proprio dall'omonimo villaggio di Brandon: non poche leggende narrano che il primo ad arrivare in America sia stato proprio Brendano, che non era nuovo a scoprire terre remote come le Isole Fær Øer e l'Islanda, anche se rimane esclusivamente una leggenda, specialmente per il fatto che l'America è assolutamente e ovviamente impossibile da scorgere in ogni modo da ogni punto dell'Irlanda.
I più intraprendenti da molti anni commemorano questo avvenimento con una scalata annuale del Brandon.